# أولاد الحاج (أولاد عبدون الشرقيين)
أولاد الحاج هو دُوَّار يقع بجماعة أولاد عبدون، إقليم خريبكة، جهة بني ملال خنيفرة في المملكة المغربية. ينتمي الدوّار لمشيخة أولاد عبدون الشرقيين التي تضم 7 دواوير. يقدر عدد سكانه بـ 282 نسمة حسب الإحصاء الرسمي للسكان والسكنى لسنة 2004.

## روابط خارجية
- البوابة الوطنية للجماعات الترابية
- المندوبية السامية للتخطيط